# Holger Rune
Holger Vitus Nødskov Rune (* 29. dubna 2003 Gentofte) je dánský profesionální tenista. Ve své dosavadní kariéře na okruhu ATP Tour vyhrál pět singlových turnajů. Po triumfu na Rolex Paris Masters 2022 se stal vůbec prvním Dánem v elitní světové desítce ATP. Na challengerech ATP a okruhu ITF získal devět titulů ve dvouhře a jeden ve čtyřhře.
Na žebříčku ATP byl ve dvouhře nejvýše klasifikován v srpnu 2023 na 4. místě a ve čtyřhře v září 2022 na 174. místě. Trénuje ho Lars Christensen. Od října 2022 do září 2023 jej trénoval taktéž Patrick Mouratoglou.
V juniorském tenise vyhrál dvouhru na French Open 2019, když ve finále zdolal Američana Tobyho Kodata, polovičního bratra Nicole Vaidišové. V říjnu téhož roku triumfoval na závěrečném ITF Junior Masters v Čcheng-tu pro nejlepší hráče do 18 let a po skončení se stal juniorskou světovou jedničkou.
V dánském daviscupovém týmu debutoval v roce 2018 druhým kolem 2. skupiny zóny Evropy a Afriky proti Egyptu, hraném ve svém rodišti, v němž vyhrál dvouhru nad Júsifem Hossamem. Egypťané přesto zvítězili 3:1 na zápasy. Do února 2024 v soutěži nastoupil k pěti mezistátním utkáním s bilancí 6–2 ve dvouhře a 1–0 ve čtyřhře.

## Tenisová kariéra
Na okruhu ATP Tour debutoval po obdržení divoké karty březnovým Argentina Open 2021 v Buenos Aires. Na úvod jej zdolal Španěl Albert Ramos-Viñolas z konce elitní padesátky žebříčku. Navazující týden prošel na divokou kartu tříkolovou kvalifikací Chile Open 2021, v jejímž závěru vyřadil Renza Oliva. První zápas v hlavní soutěži pak vyhrál nad Argentincem Sebastiánem Báezem. Ve druhém kole zdolal 29. hráče žebříčku Benoîta Paireho. V 17 letech se tak stal prvním čtvrtfinalistou turnaje ATP narozeným v roce 2003 či později, nejmladším hráčem v této fázi dvouhry od 17letého Čiliće na Croatia Open Umag 2014 i prvním Dánem ve čtvrtfinále dvouhry od Kristiana Plesse na Hall of Fame Championships 2006. Do série Masters premiérově zasáhl na Monte-Carlo Rolex Masters 2021, kde uhrál jen tři gamy na Nora Caspera Ruuda.
Debut v hlavní soutěži nejvyšší grandslamové kategorie zaznamenal v mužském singlu US Open 2021 po zvládnuté tříkolové kvalifikaci. V úvodním kole však nenašel recept na Srba Novaka Djokoviće, když se světovou jedničkou získal jeden set.

### 2022: První tituly a průlom do první světové desítky

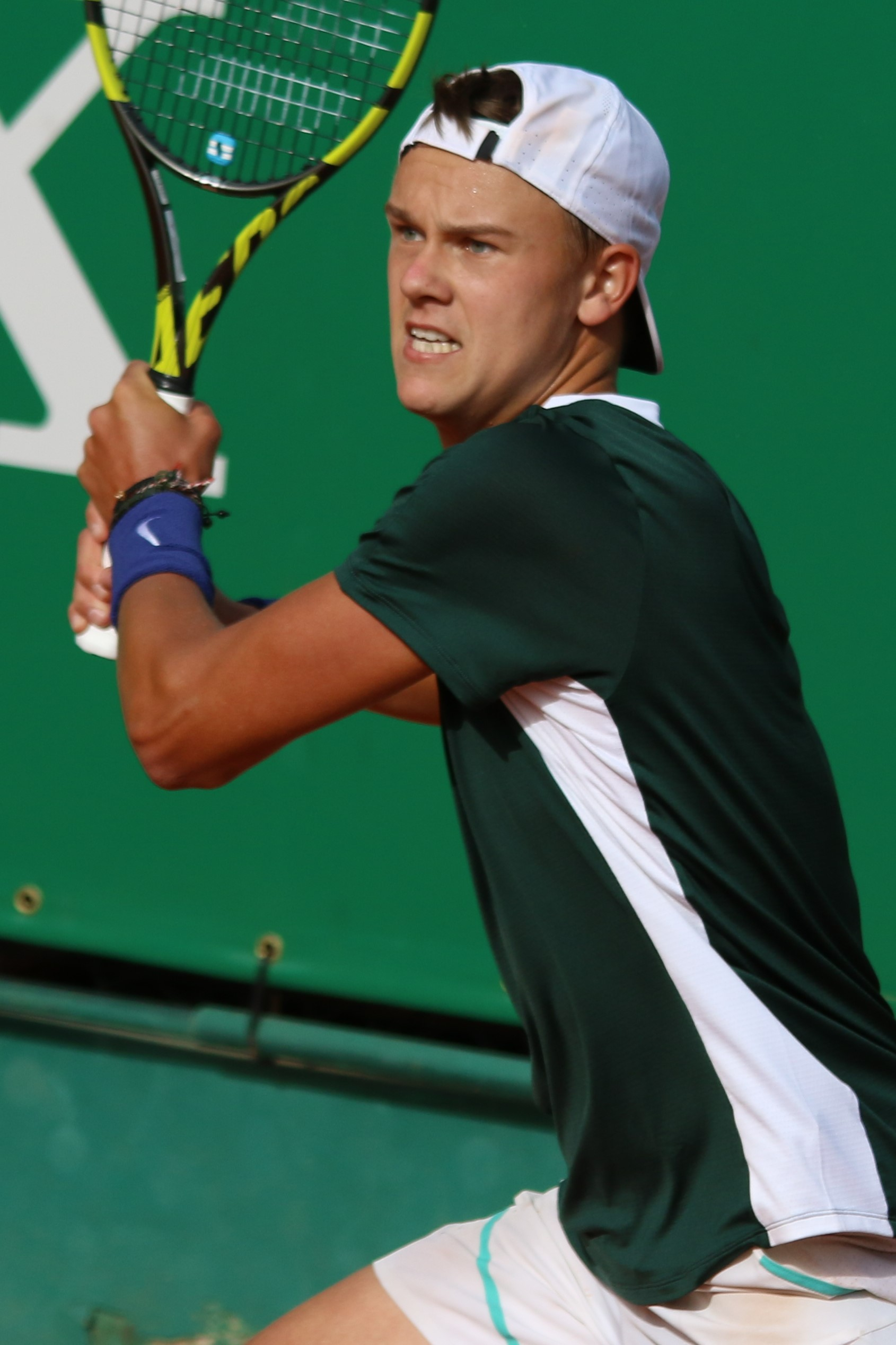
Bekhend na Monte-Carlo Masters 2022

První kariérní titul si odvezl z antukového BMW Open 2022 v Mnichově, do něhož zasáhl jako 77. hráč na divokou kartu. Ve druhém kole poprvé přehrál člena elitní světové desítky, třetího muže klasifikace Alexandra Zvereva. V den svých 19. narozenin si ve třetím kariérním čtvrtfinále poradil s Finem Emilem Ruusuvuorim. Premiérově se probojoval do semifinále, v němž porazil Němce Oscara Otteho. Stal se tak prvním dánským semifinalistou na túře ATP od Kennetha Carlsena na Memphis Open 2005. Nizozemec Botic van de Zandschulp skrečoval ve finále při vedení gamů 4–3 kvůli bolesti na hrudi. Na BMW Open se Rune stal třetím nejmladším šampionem v otevřené éře. Bodový zisk jej poprvé posunul do světové padesátky, na 45. místo.
Na French Open 2022 zaznamenal první kariérní výhru na grandslamech, když vyřadil na úvod turnajovou čtrnáctku Denisa Shapovalova. V osmifinále přehrál obhájce finálové účasti a světovou čtyřku Stefanosem Tsitsipasem, čímž se stal prvním dánským mužem ve čtvrtfinále grandslamu od Jana Leschlyho na US Championships 1967. Mezi osmičkou nejlepších v prvním pařížském čtvrtfinále dvou Skandinávců nestačila na Nora Caspera Ruuda. Na úvod Wimbledonu 2022 neuhrál žádný set na Američana Marcose Girona. Ve třetím kole US Open 2022 jej pak vyřadil sedmý nasazený Cameron Norrie. Druhou trofej si odvezl říjnového Stockholm Open 2022, kde do finále postoupil přes Australana Alexe de Minaura. V něm pak i podruhé v kariéře zdolal řeckou turnajovou jedničku Stefanose Tsitsipase a potřetí přehrál člena elitní světové pětky. V 19 letech se stal teprve druhým teenagerem s více než jedním titulem získaným v roce 2022.
Během podzimní halové sezóny, do níž vstupoval jako 31. hráč světa, nejprve postoupil podruhé do finále turnaje na okruhu ATP, když ze Sofia Open 2022 odešel poražen od Hüslera. Lépe si vedl o tři týdny později ve Stockholmu. Ve finále podruhé v sezóně porazil čtvrté hráče světa Tsitsipase. První finále mimo kategorie ATP Tour 250 si zahrál další týden na Swiss Indoors 2022 v Basileji, kde jej zastavil Félix Auger-Aliassime. Na Rolex Paris Masters 2022 z kategorie ATP Tour 1000 pak v prvním kole proti Stanu Wawrinkovi odvrátil tři mečboly. Následně přehrál pět hráčů z první světové desítky za sebou – desítku Hurkacze, devítku Rubljova, jedničku Alcaraze, osmičku Augera-Aliassima a sedmičku Djokoviće, čímž se stal vůbec prvním tenistou, který na jediné události mimo Turnaj mistrů vyřadil takový počet takto vysoko postavených soupeřů. Bodový zisk za třetí kariérní titul mu jako prvnímu Dánovi zajistil historický posun do první světové desítky žebříčku ATP, kterou uzavíral.

### 2023: Dvě čtvrtfinále na grandslamu a první účast na Turnaji mistrů
Melbournské Australian Open pro něj skončilo v osmifinále, kde podlehl po pětisetové bitvě s tiebreaku posledního setu poměrem míčů 9:11 Andreji Rubljovovi. Rozhodující tiebreak, tentokrát třetího setu, prohrál i v semifinále na Open Sud de France s Maximem Cressym, a semifinále se pro něj stalo konečným i v Acapulcu. Severoamerické BNP Paribas Open i Miami Open pro něj představovaly porážky ve třetím, resp. čtvrtém kole.

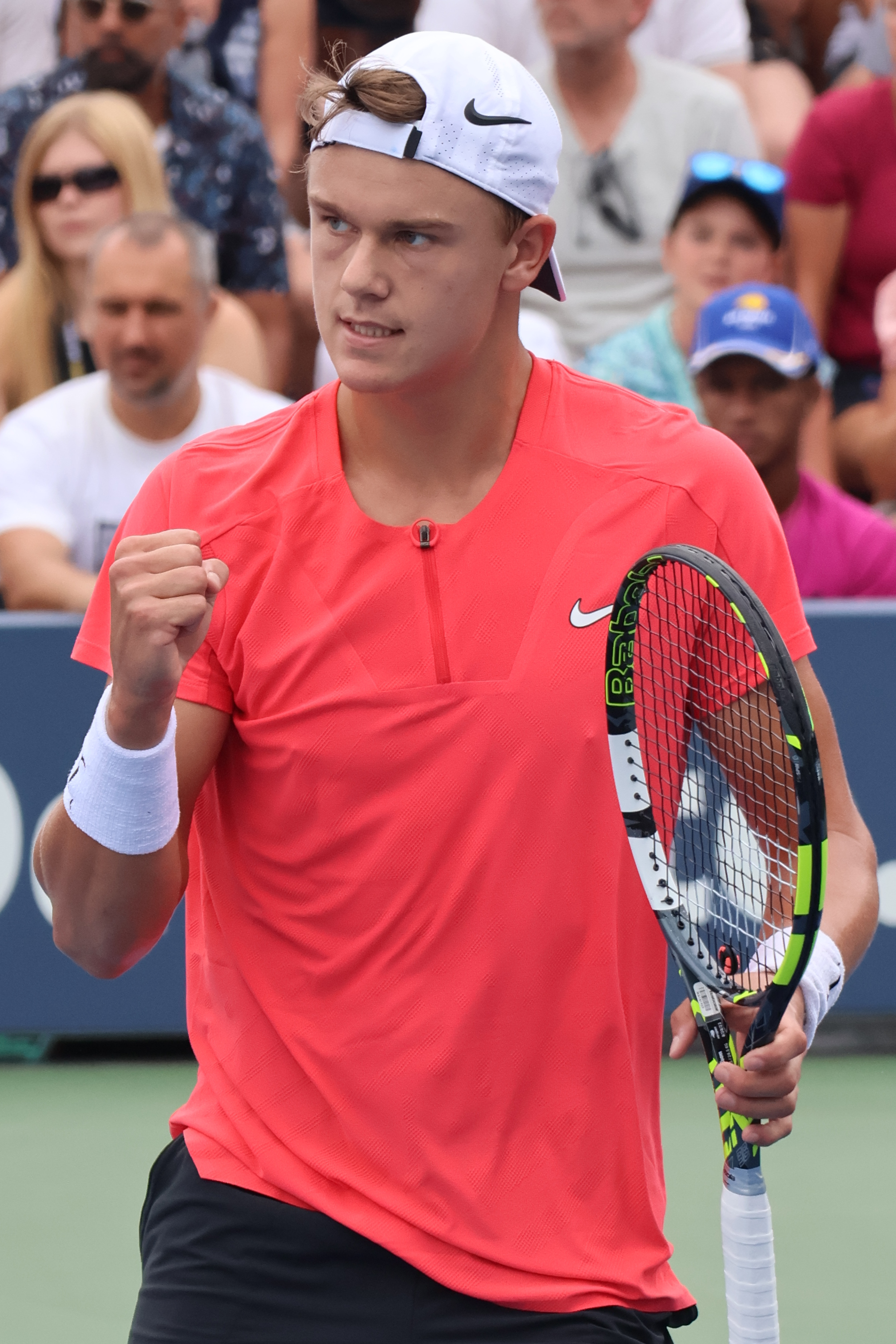
Na US Open 2023 dohrál jako světová čtyřka už v prvním kole

Přes hráče první desítky Medveděva a Sinnera prošel na antukovém Monte-Carlo Rolex Masters 2023 do druhého finále Mastersu v kariéře. V třísetové bitvě o titul však nestačil na světovou šestku Andreje Rubljova. V duelu dvou nejvíce útočně laděných tenistů na okruhu otočil soupeř v rozhodující sadě ztrátu gamů 1–4 a vyhrál druhý ze tří vzájemných duelů. V 19 letech se stal prvním teenagerem ve finále Monte-Carlo Masters od triumfu 19letého Nadala v roce 2006. Po skončení se posunul na nové kariérní maximum, 7. místo žebříčku. Na mnichovském BMW Open 2023 poprvé obhájil titul. V repríze finále z roku 2022 opět zdolal Nizozemce z konce první třicítky Botice van de Zandschulpa po třísetovém průběhu. V závěrečné sadě přitom prohrával již 2–5 a 15:40 při soupeřově podání. Díky čtyřem odvráceným mečbolům dohnal ztrátu dvou prolomených servisů. Utkání uzavřel prvním proměněným mečbolem v tiebreaku. Třetí kariérní finále v kategorii Masters si zahrál na Internazionali BNL d'Italia po čtvrtfinálové výhře nad Novakem Djokovićem a semifinálovou nad Casperem Ruudem. Ve finále jej pak přehrál Daniil Medveděv po zvládnutých koncovkách obou setů. Po skončení turnaje posunul na nové kariérní maximum, 6. místo. Druhé a následně třetí grandslamové čtvrtfinále si zahrál na French Open 2023 a ve Wimbledonu 2023. Na pařížské antuce ho vyřadil stejně jako o rok dříve Casper Ruud, na londýnské trávě podlehl světové jedničce Carlosi Alcarazovi. 
Po skončení Wimbledonu následoval výsledkový propad, když prohrál šest následujících zápasů a prohrál tak ve druhých kolech po volném losu na National Bank Open, Western & Southern Open i na US Open. Přesto v tomto období vystoupal na kariérní maximum v podobě 4. místa na žebříčku ATP. První vítěznou sérii od července zaznamenal až v Basilej, kde jako obhájce finálové účasti podlehl v repríze souboji o titul Augerovi-Aliassimeovi. V roli obhájce titulu došel na Rolex Paris Masters, kde ho, taktéž v repríze finále z minulého ročníku, porazil Djoković. Přesto se poprvé kvalifikoval na závěrečný Turnaj mistrů.

## Finále na okruhu ATP Tour
| Legenda                       |
| ----------------------------- |
| D – dvouhra; Č – čtyřhra      |
| Grand Slam (0)                |
| Turnaj mistrů (0)             |
| ATP Tour Masters 1000 (1–3 D) |
| ATP Tour 500 (1–1 D)          |
| ATP Tour 250 (3–2 D)          |

### Dvouhra: 11 (5–6)
| Stav      | č. | datum             | turnaj                      | kategorie | povrch    | soupeř ve finále        | výsledek           |
| --------- | -- | ----------------- | --------------------------- | --------- | --------- | ----------------------- | ------------------ |
| Vítěz     | 1. | 1. května 2022    | Mnichov, Německo            | ATP 250   | antuka    | Botic van de Zandschulp | 3–4skreč           |
| Finalista | 1. | 2. října 2022     | Sofie, Bulharsko            | ATP 250   | tvrdý (h) | Marc-Andrea Hüsler      | 4–6, 6–7(8–10)     |
| Vítěz     | 2. | 23. října 2022    | Stockholm, Švédsko          | ATP 250   | tvrdý (h) | Stefanos Tsitsipas      | 6–4, 6–4           |
| Finalista | 2. | 30. října 2022    | Basilej, Švýcarsko          | ATP 500   | tvrdý (h) | Félix Auger-Aliassime   | 3–6, 5–7           |
| Vítěz     | 3. | 6. listopadu 2022 | Paříž, Francie              | ATP 1000  | tvrdý (h) | Novak Djoković          | 3–6, 6–3, 7–5      |
| Finalista | 3. | 16. dubna 2023    | Monte Carlo, Monako         | ATP 1000  | antuka    | Andrej Rubljov          | 7–5, 2–6, 5–7      |
| Vítěz     | 4. | 23. dubna 2023    | Mnichov, Německo (2)        | ATP 250   | antuka    | Botic van de Zandschulp | 6–4, 1–6, 7–6(7–3) |
| Finalista | 4. | 21. května 2023   | Řím, Itálie                 | ATP 1000  | antuka    | Daniil Medveděv         | 5–7, 5–7           |
| Finalista | 5. | 7. ledna 2024     | Brisbane, Austrálie         | ATP 250   | tvrdý     | Grigor Dimitrov         | 6–7(5–7), 4–6      |
| Finalista | 6. | 16. března 2025   | Indian Wells, Spojené státy | ATP 1000  | tvrdý     | Jack Draper             | 2–6, 2–6           |
| Vítěz     | 5. | 20. dubna 2025    | Barcelona, Španělsko        | ATP 500   | antuka    | Carlos Alcaraz          | 7–6(8–6), 6–2      |

## Tituly na challengerech ATP a okruhu ITF
| Legenda                |
| ---------------------- |
| Challengery (5 D; 0 Č) |
| ITF (4 D; 1 Č)         |

### Dvouhra (9 titulů)
| Č. | datum         | turnaj                 | povrch    | poražený finalista     | výsledek           |
| -- | ------------- | ---------------------- | --------- | ---------------------- | ------------------ |
| 1. | září 2020     | Klosters, Švýcarsko    | antuka    | Jesper de Jong         | 6–4, 6–2           |
| 2. | listopad 2020 | Valldoreix, Španělsko  | antuka    | Javier Barranco Cosano | 7–6(7–0), 6–3      |
| 3. | listopad 2020 | Antalya, Turecko       | antuka    | Filip Misolic          | 6–0, 4–0skreč      |
| 4. | leden 2021    | Bressuire, France      | tvrdý (h) | Matteo Martineau       | 7–5, 4–6, 6–3      |
| 5. | červen 2021   | Biella, Itálie         | antuka    | Marco Trungelliti      | 6–3, 5–7, 7–6(7–5) |
| 6. | srpen 2021    | San Marino, San Marino | antuka    | Orlando Luz            | 1–6, 6–2, 6–3      |
| 7. | srpen 2021    | Verona, Itálie         | antuka    | Nino Serdarušić        | 6–4, 6–2           |
| 8. | listopad 2021 | Bergamo, Itálie        | tvrdý (h) | Cem İlkel              | 7–5, 7–6(8–6)      |
| 9. | duben 2022    | Sanremo, Itálie        | antuka    | Francesco Passaro      | 6–1, 2–6, 6–4      |

### Čtyřhra (1 titul)
| Č. | datum     | turnaj             | povrch | spoluhráč      | poražení finalisté           | výsledek |
| -- | --------- | ------------------ | ------ | -------------- | ---------------------------- | -------- |
| 1. | září 2020 | Melilla, Španělsko | antuka | Valentin Royer | Max Houkes Jose Vidal Azorin | 7–5, 6–3 |

## Finále na juniorském Grand Slamu

### Dvouhra: 1 (1–0)
| Stav  | rok  | turnaj      | povrch | soupeř ve finále | výsledek           |
| ----- | ---- | ----------- | ------ | ---------------- | ------------------ |
| Vítěz | 2019 | French Open | antuka | Toby Kodat       | 6–3, 6–7(5–7), 6–0 |

## Chronologie výsledků na Grand Slamu

### Dvouhra
| Turnaj          | 2018 | 2019 | 2020 | 2021    | 2022    | 2023    | 2024    | 2025    | SR     | V–P   |
| --------------- | ---- | ---- | ---- | ------- | ------- | ------- | ------- | ------- | ------ | ----- |
| Australian Open | A    | A    | A    | A       | 1. kolo | 4. kolo | 2. kolo | 4. kolo | 0 / 4  | 7–4   |
| French Open     | A    | A    | A    | A       | ČF      | ČF      | 4. kolo | 4. kolo | 0 / 4  | 13–4  |
| Wimbledon       | A    | A    | NH   | A       | 1. kolo | ČF      | 4. kolo | 1. kolo | 0 / 4  | 7–4   |
| US Open         | A    | A    | A    | 1. kolo | 3. kolo | 1. kolo | 1. kolo |         | 0 / 4  | 1–4   |
| výhry–prohry    | 0–0  | 0–0  | 0–0  | 0–1     | 5–4     | 10–4    | 7–4     | 6–3     | 0 / 16 | 28–16 |

| Legenda | Legenda                                   | Legenda | Legenda                     |
| ------- | ----------------------------------------- | ------- | --------------------------- |
| SR      | poměr vyhraných turnajů ku všem odehraným | W–L V–P | výhry–prohry                |
| NH      | daný rok se turnaj nekonal                | A       | turnaje se hráč nezúčastnil |
| 1Q / LQ | prohra v (kole) kvalifikace               | 1k / 1R | prohra v daném kole turnaje |
| QF / ČF | prohra ve čtvrtfinále                     | SF      | prohra v semifinále         |
| F       | prohra ve finále                          | Vítěz   | vítězství v turnaji         |